# Murailles de Capalbio
Les murailles de Capalbio (en italien : Mura di Capalbio) constituent la fortification défensive de Capalbio en Toscane,.

## Histoire
Une première muraille, d'origine médiévale, a été construite par les Aldobrandeschi entre les XIe et XIIe siècles, avec des fonctions de défense et de surveillance, autour de la Rocca di Capalbio qui était le centre du pouvoir féodal à l'époque.
Au XVe siècle, alors que Capalbio était administrée par la république de Sienne, des travaux de réaménagement ont été réalisés dans l'enceinte d'origine. Grâce à ces interventions, le village a été entièrement entouré d'une double muraille, grâce à la construction du deuxième rempart extérieur et à la construction de la Torre Senese du côté nord adjacent à la forteresse.
Depuis lors, les murs sont restés presque intacts jusqu'à nos jours ; les récentes interventions conservatrices de restauration ont ramené le monument à son ancienne gloire.

## Description
Les rempartss de Capalbio, en pierre locale, se présentent comme un double cercle caractéristique, avec le mur intérieur inférieur datant du Moyen Âge et le mur extérieur supérieur de la période de la Renaissance.
Les murs sont entrecoupés d'une série de tours, qui ont presque toutes une base carrée. Les courtines ont des tronçons de base d'escarpe du côté extérieur et des créneaux au sommet; certains tronçons coïncident avec les murs extérieurs des bâtiments, où les portes et les fenêtres peuvent être ouvertes. Le double chemin de ronde, située à différents niveaux, est très caractéristique.
Entre les deux portes, la Porta Senese se distingue certainement, du côté nord, où se trouve une plaque de 1418 en mémoire de la restructuration des murs et un blason des Médicis de 1601, inséré après l'annexion de Capalbio au grand-duché de Toscane.

## Galerie

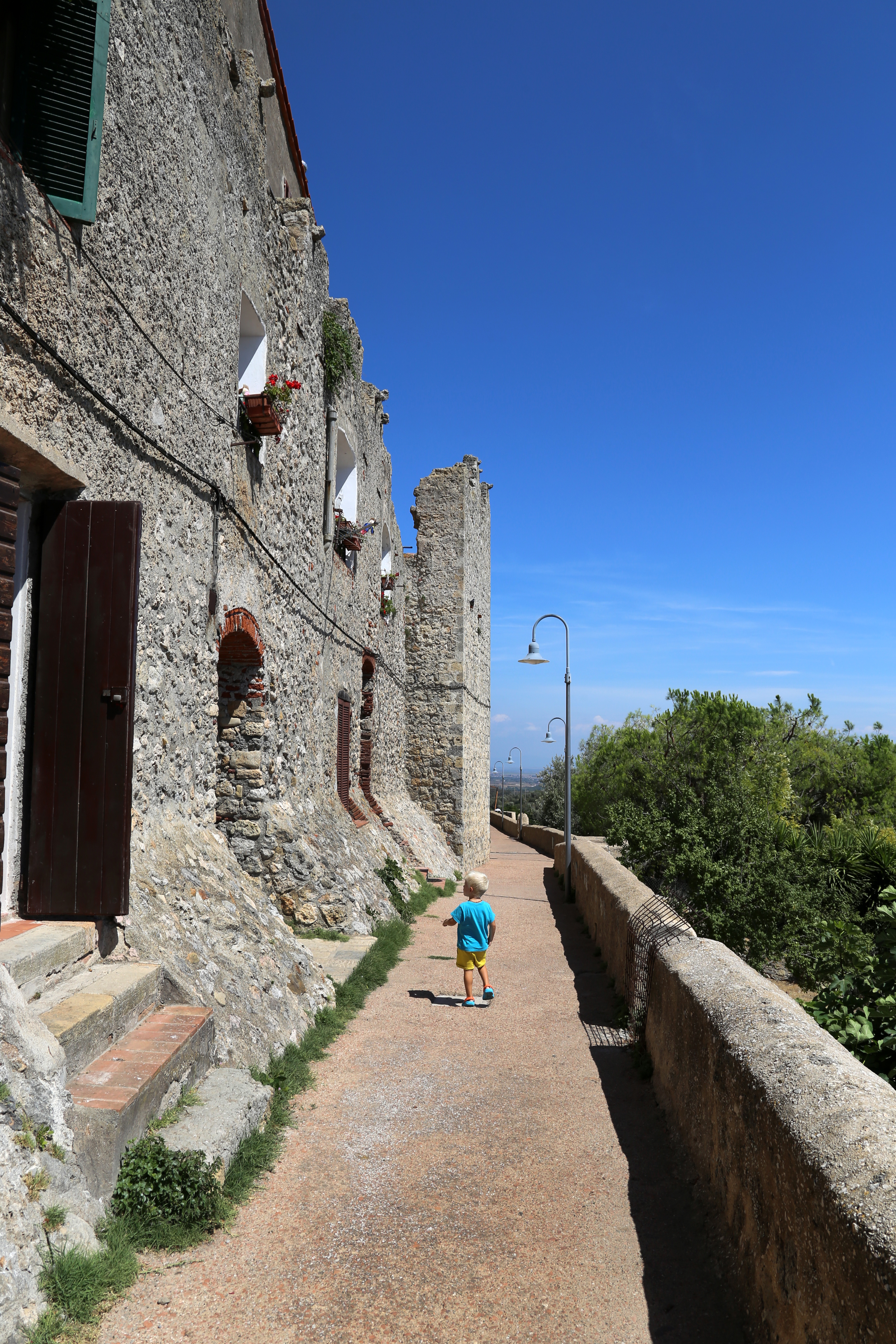
Rempart
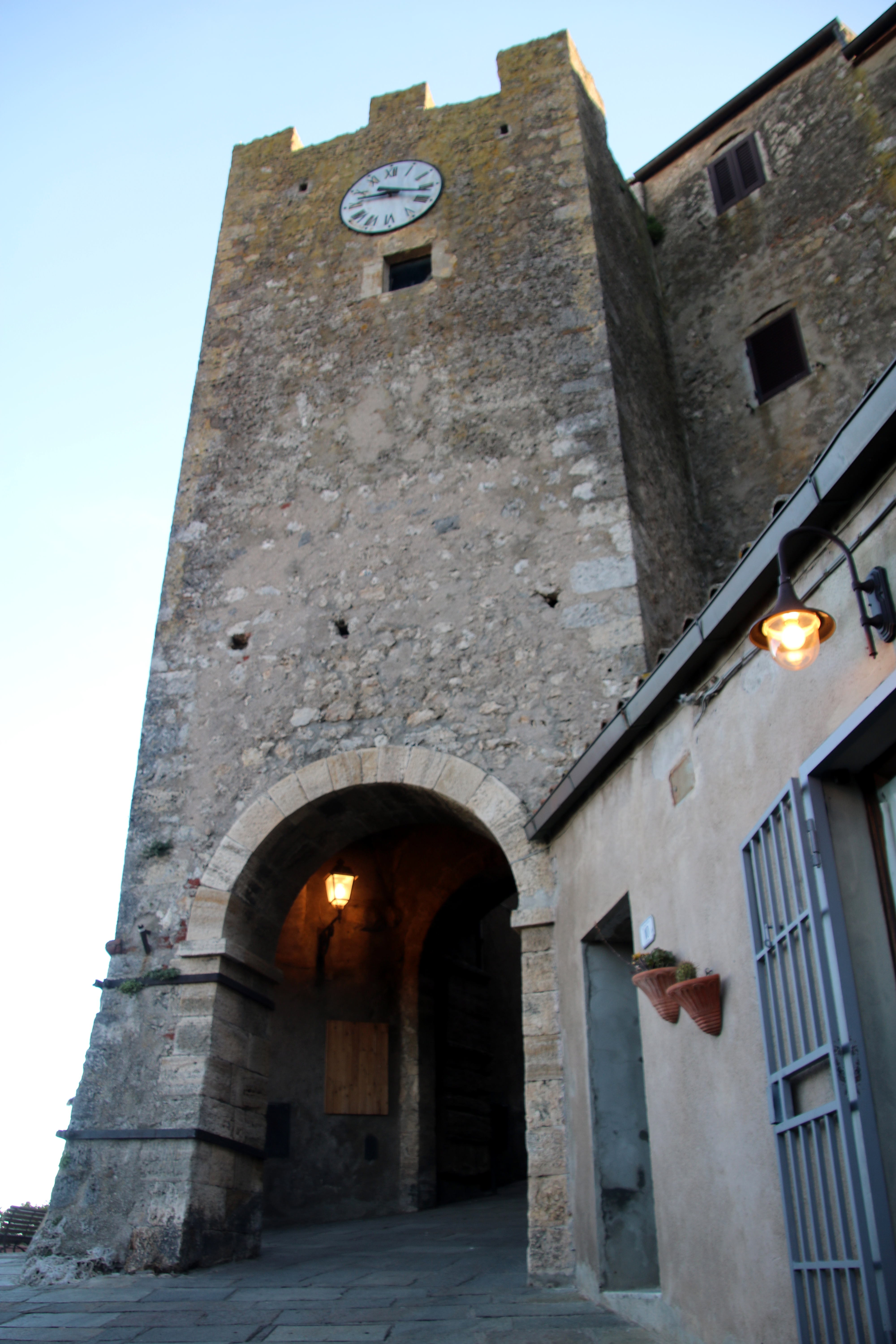
Porte d'entrée (Torre Senese)
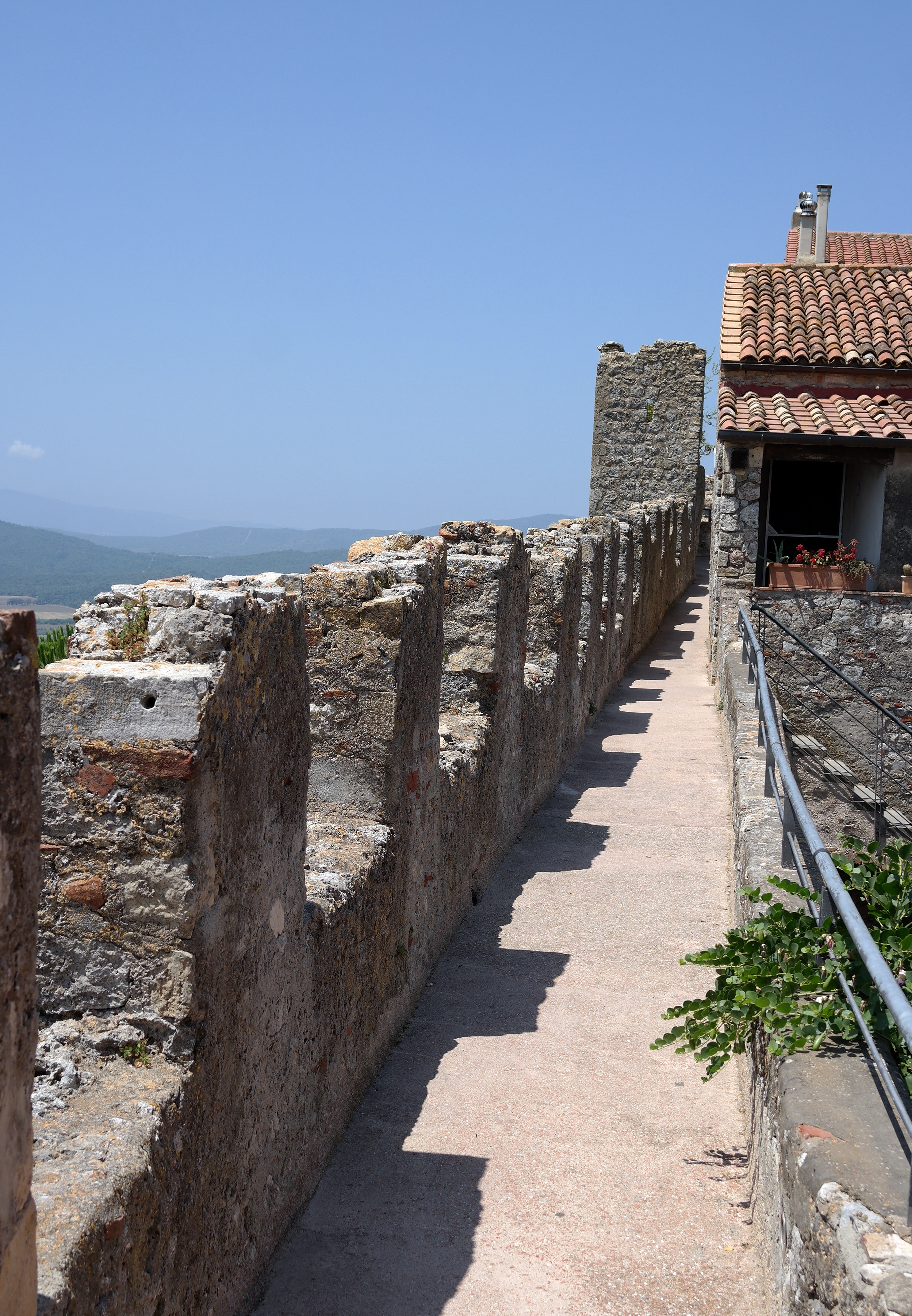
Chemin de ronde